# Мидлендс
 Тази статия е за областта в Англия.  За провинцията на Зимбабве вижте Мидлендс (Зимбабве).  
Мидлендс (на английски: The Midlands) е обширна равнина и историко-географска област в Англия, заемаща централната част на страната.
Равнината се простира от Пенинските планини на север, Камбрийските планини на запад, възвишенията Котсуолд Хилс и Чилтърн Хилс на юг и югоизток, а на изток достига до бреговете на Северно море. Изградена е предимно от триаски мергели и глини. Има находища на въглища, запасите от които са почти изчерпани. Преобладаващите височини са между 100 и 150 m, максимална 278 m. Дренира се основно от реките Трент и Севърн и техните многобройни притоци. По ниските възвишения частично са се запазили малки горички от дъб, бук и габър. Преобладават пасищата, ливадине и обработваемите земи.
Приблизително съответстваща на ранносредновековното кралство Мерсия, областта обхваща графствата Дарбишър, Лестършър, Линкълншър, Нортхамптъншър, Нотингамшър, Рътланд, Стафордшър, Уест Мидландс, Уорикшър, Устършър, Херефордшър и Шропшър, а понякога към нея се причисляват също Бедфордшър, Бъкингамшър, Глостършър и Оксфордшър. Най-голям град е Бирмингам, населението е около 10 милиона души, а основната част от Мидлендс е включена в статистическите региони Източен и Западен Мидлендс.